# Keep Ya Head Up
"Keep Ya Head Up" is een single van het album Strictly 4 My N.I.G.G.A.Z. van de Amerikaanse rapper 2Pac. Later kwam deze single ook op zijn album Greatest Hits te staan. Het nummer gaat over respect voor donkere vrouwen en is daardoor een voorbeeld van de zachtere kant van Tupac.
In de Billboard Hot 100 haalde "Keep Ya Head Up" als hoogste de 12e plaats. In de lijst met de Hot Rap Tracks werd zelfs de tweede plaats gehaald.